# Humberto de Sousa Melo
Humberto de Sousa Melo (Aracaju, 26 de setembro de 1908 – Rio de Janeiro, 1974) foi um militar brasileiro.
Filho de João Ferreira de Sousa e de Marcolina Rocha Melo.
Foi chefe do Estado-Maior das Forças Armadas no governo Emílio Garrastazu Médici, de 8 de janeiro a 15 de março de 1974, e no governo Ernesto Geisel, de 15 de março a 27 de setembro de 1974.